# Barjanska deva
Barjanska deva (znanstveno ime Aeshna juncea) je vrsta raznokrilih kačjih pastirjev iz družine dev, razširjena po severnih predelih sveta.

## Opis
Je tipična deva, v dolžino doseže 65 do 80 mm in ima vzorec rumenih ter modrih lis po telesu. Oprsje je pri odraslih samcih rjavo z rumenimi progami, zadek pa črn z modrimi pikami. Samice in mladi samci imajo bolj rjavo osnovno obarvanost in vsa znamenja rumene do zelenkasto rumene barve, le pri nekaterih starejših samicah lahko postanejo pike na zadku modrikaste. Med zanesljivejšimi razločevalnimi znaki sta debelo znamenje v obliki črke T na »obrazu« med očmi in rumeno obarvan sprednji rob kril. Nekatere sorodne vrste so lahko zelo podobne, denimo mahovna deva, ki se najbolje loči po rjavem sprednjem robu kril.
Opisane so številne lokalne podvrste, ki pa med taksonomi niso splošno sprejete. Večinoma gre le za gradient razlik v obarvanosti in telesni zgradbi, pri čemer pa se severnoameriški primerki jasno razlikjejo od evropskih.
Odrasli so najbolj aktivni pozno poleti do začetka septembra. Samci so zelo agresivni in izrazito teritorialni. Pri tej vrsti je bil opisan pojav, ko oplojena samica hlini smrt in strmoglavi na tla, da bi se izognila drugemu samcu, ki se poskuša pariti z njo. Hlinjenje smrti v kontekstu parjenja je eno najredkeje opazovanih vedenj v naravi, znano le za nekaj drugih vrst členonožcev.

## Habitat in razširjenost
Vrsta je vezana na stoječa in počasi tekoča vodna telesa, revna s hranili. Proti jugu območja razširjenosti se praviloma pojavlja v barjih, poraslih s šotnim mahom in ločkovkami ali ostričevkami, na severu pa tudi ob počasi tekočih rekah in jezerih z revno obrastjo. Redkeje uporablja umetne habitate, kot so kamnolomi.
Razširjena je po vsej Palearktiki in severnem delu Severne Amerike (Nearktiki) razen skrajnega severa, kar je največje območje razširjenosti med vsemi vrstami tega rodu. Opazen je trend zmanjševanja gostote proti jugu, hkrati pa je v teh delih vedno bolj vezan na višje nadmorske višine. Zelo pogosta je po srednjeevropskih gorovjih in hribovjih (Schwarzwald, Tatre, Karpati, Alpe), južneje pa so znane samo posamične najdbe v višjih legah. V Severni Ameriki sega razširjenost proti jugu prek Skalnega gorovja do Nove Mehike, na severu pa poteka meja približno po severnem tečajniku.
V Sloveniji je lokalno številčna predvsem na Pohorju in Golteh, kjer ni omejena na kisla barja, očitno pa ne more konkurirati še agresivnejši zelenomodri devi, ki jo izriva iz vseh tipov habitatov razen barij v predelih z apnenčasto podlago. Na Rdeči seznam kačjih pastirjev iz Pravilnika o uvrstitvi ogroženih rastlinskih in živalskih vrst v rdeči seznam je barjanska deva zaradi lokalne razširjenosti uvrščena kot ranljiva vrsta.